# Philip Milanov
Philip Milanov (* 6. července 1991 Bruggy) je belgický diskař. Měří 191 cm a váží 118 kg. Je šestinásobným seniorským mistrem země a držitelem národního rekordu 67,26 m.
Jeho otec Emil Milanov byl bulharský reprezentant v hodu diskem, který po ukončení kariéry působí v Belgii jako trenér, vede i svého syna. Philip Milanov na mistrovství Evropy v atletice do 23 let 2013 skončil na pátém místě, vyhrál Univerziádu 2015. Na mistrovství světa v atletice 2015 i na mistrovství Evropy v atletice 2016 vybojoval stříbrnou medaili. V roce 2015 na Aviva London Grand Prix získal své premiérové vítězství v Diamantové lize. Také reprezentuje Belgii na mistrovství Evropy družstev v atletice. V roce 2015 obdržel ocenění Gouden Spike pro nejlepšího belgického atleta roku. Věnuje se i vrhu koulí, je mistrem Belgie v této disciplíně a má osobní rekord 17,91 m.
Startoval ve finále olympiády 2016, kde výkonem 62,22 m obsadil deváté místo.